# Edwin Houston

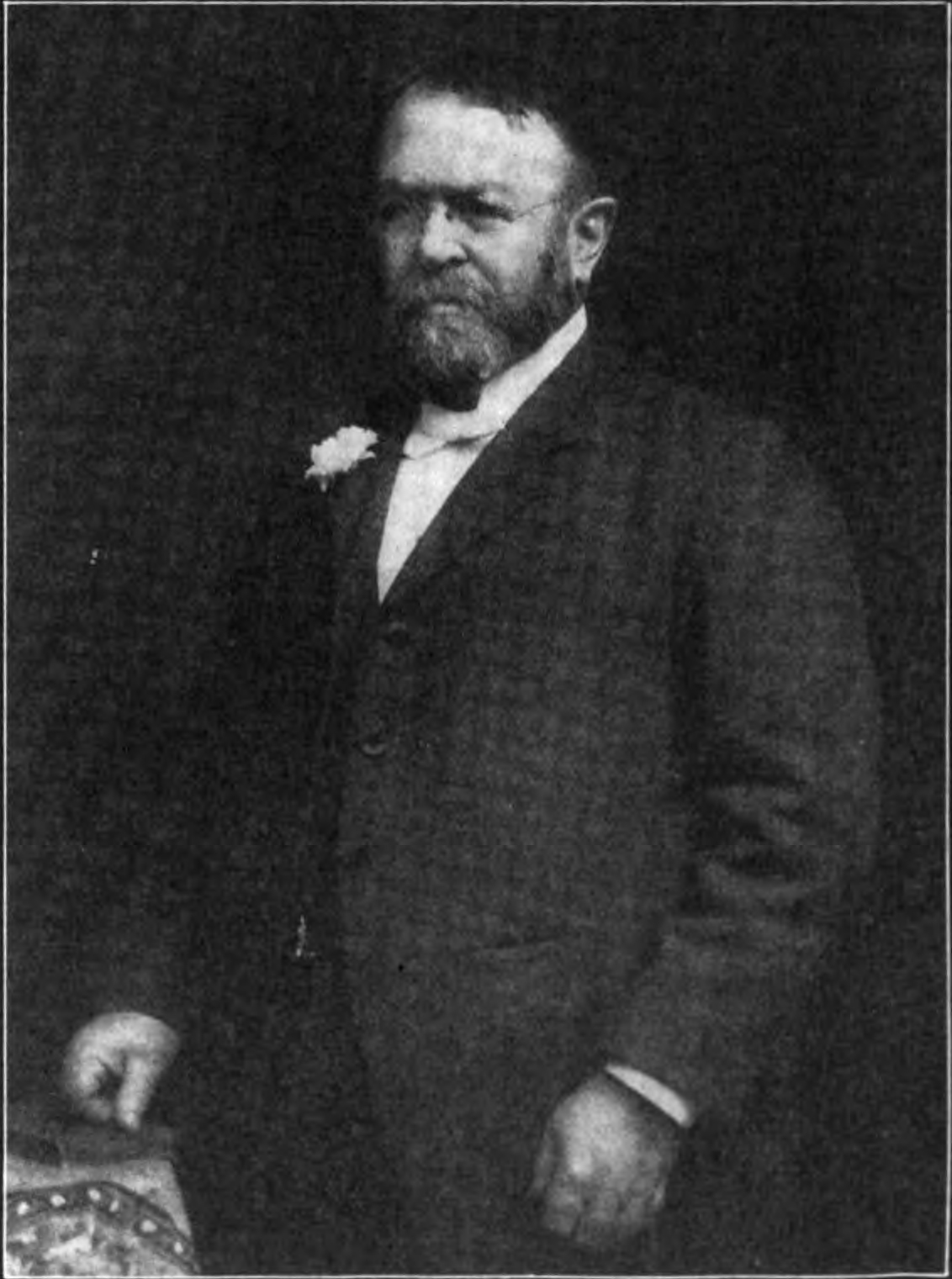
Edwin Houston

Edwin James Houston (Alexandria (Virginia), 9 juli 1847 – Philadelphia (Pennsylvania), 1 maart 1914) was een Amerikaans docent, elektrotechnicus en uitvinder. Samen met zijn collega Elihu Thomson ontwikkelde hij de booglampgenerator en had een grote invloed op de commerciële ontwikkeling van straatverlichting in de Verenigde Staten.

## Biografie
Edwin Houston, zoon van John Mason Houston en Mary Larmour, brengt het grootste gedeelte van zijn leven door in Philadelphia waar hij zijn basisopleiding verkreeg aan de openbare basisschool. Vervolgens ging hij naar Central High School waar hij in 1864 afstudeerde met de graad Bachelor of Arts. Voor een jaar gaf hij les aan Philadelphia's Girard College om vervolgens naar Europa te gaan om tweejaar lang te studeren aan de universiteiten van Heidelberg en Berlijn. 
In 1867 keerde hij terug naar Philadelphia waar hij docent "civiele techniek en fysische geografie" werd op zijn oude Central High School. Omdat hij vond dat de bestaande natuurwetenschappelijke tekstboeken voor zijn lessen ontoereikend waren schreef hij zijn eigen lesboeken. Daarnaast zorgde hij ervoor dat zijn school werd uitgerust met een laboratorium. Later voerde hij experimenten uit met elektriciteit, waaronder inductiespoelen, dynamo's en booglampen.
In 1879 richt hij samen met Elihu Thomson, die onderwijzer op dezelfde school was, het bedrijf Thomson-Houston Electric Company op voor de fabricage en aanleg van straatverlichting met booglampen (gepatenteerd in 1881). In tegenstelling tot andere systemen kon met hun ontwikkelde systeem de lampen afzonderlijk aan- en uitgeschakeld worden zonder uitval van de gehele installatie. In 1892 fuseerde dit bedrijf met het bedrijf van Thomas Edison tot General Electric.
Reeds in 1882 had Houston de Thomson-Housten Company verlaten om zich weer volledige op het onderwijs te richten. In 1894 vormde hij samen met Arthur Edwin Kennelly (die vertrokken was bij Edisons laboratorium) een elektrotechnisch adviesbureau.

## Erkenning
Edwin Houston is de auteur van verscheidende (leer)boeken op het gebied van elektriciteit en hij was tweemaal voorzitter van het American Institute of Electrical Engineers (AIEE, nu IEEE). Zijn hele leven vrijgezel gebleven, stierf hij op 66-jarige leeftijd ten gevolge van hartfalen.

## Werken
Als docent op de Central High School schreef hij o.a. de volgende boeken:
- Elements of Physical Geography (1875)
- Elements of Natural Philosophy (1879)
- Elements of Chemistry (1879)
- Primer of Electricity (1879)
- Outlines of Forestry (1893)
- Electrical measurements and other advanced primers of electricity (1893)

Samen met Arthur Edwin Kennelly schreef hij de o.a. volgende werken:
- Electric Arc Lighting (1896)
- Electric Incandescent Lighting (1896)
- Electro-dynamic machinery for continuous currents (1896)
- The electric motor and the transmission power (1896)
- Electric Heating (1895)
- Alternating Electric Currents (1895)
- Electric Street Railways (1896)
- Electrical Engineering Leaflets: Advanced Grade (1895)
- Electrical Engineering Leaflets: Intermediate Grade (1895)

Later schreef hij nog de volgende werken:
- A dictionary of electrical words, terms and phrases (tweedelig, 1902)
- Electricity in every-day life (1905)
- The wonder book of the atmosphere (1907)